# BC 05 Düsseldorf
BC 05 Düsseldorf was een Duitse voetbalclub uit Düsseldorf, de hoofdstad van Noordrijn-Westfalen. 

## Geschiedenis

### Concordia
FC Concordia 1905 werd in 1905 opgericht en speelde in 1914/15 voor het eerst in de hoogste klasse, waar ze laatste werden. In 1919 kon de club terug promotie afdwingen en fuseerde ook met Borussia omdat ze niet over een eigen speelveld beschikten. 

### Borussia
FC Borussia 06 werd in 1906 opgericht. De club begon in de derde klasse van de Noordrijncompetitie en eindigde op een laatste plaats. Het volgend seizoen werd de club in de tweede divisie ingedeeld en eindigde derde op zes clubs. De volgende jaren eindigde de club in de middenmoot. Door het uitbreken van de Eerste Wereldoorlog werd de competitie in meerdere groepen verdeeld en speelde de club zo voor het eerst op het hoogste niveau. In 1914/15 eindigde de club op een gedeelde derde plaats. Het volgende seizoen werd de club gedeeld tweede, zij het met een grote achterstand op SC Union 05 Düsseldorf. Na nog een plaats in de middenmoot verloor de club in 1918 alle tien de wedstrijden. Ook in 1919 werd de club laatste. 

### BC 05
De fusieclub begon in de nieuwe Bergisch-Markse competitie en eindigde meteen op een vierde plaats. Het volgende seizoen werd de club zelfs tweede achter Düsseldorfer SC 99 en nam dat jaar ook een eigen stadion in gebruik. De eerste wedstrijd op 25 september van dat jaar tegen DSC 99 trok 7.000 toeschouwers. De competitie bestond uit vier reeksen die in 1921 herleid werden naar één reeks. De club hield nu met zwaardere concurrentie nog goed stand met een vijfde plaats. Ook de volgende twee seizoenen werd de club vijfde. Na twee mindere noteringen werd de competitie weer in twee reeksen gesplitst en eindigden ze derde in 1927. In 1928 werd de club laatste en degradeerde. 
Na twee plaatsen in de middenmoot werd de club kampioen in 1931 en promoveerde terug naar de hoogste klasse. Nadat in het eerste seizoen de degradatie nog vermeden kon worden eindigde de club in 1933 laatste. 
Zelfs een betere notering had de club dat jaar niet veel geholpen want de Gauliga Niederrhein werd ingevoerd als nieuwe hoogste klasse en van de acht Düsseldorfse clubs die in de hoogste klasse speelden werden er maar twee geselecteerd. De concurrentie in de lagere klassen werd nu ook zwaarder en de club slaagde er niet meer in om te promoveren. Na de Tweede Wereldoorlog werden alle Duitse voetbalclubs opgeheven en de club werd later niet meer heropgericht. 